# Каммурі (тайфун)
Тайфун «Каммурі» (англ. Typhoon Kammuri) також відомий як Тайфун Тісой (англ. Typhoon Tisoy) — потужний тайфун, який обрушився на Філіппіни на початку грудня 2019 року. Двадцять восьмий шторм із назвою та шістнадцятий тайфун у сезоні тихоокеанських тайфунів 2019 року.
Покинувши Філіппіни, Каммурі значно ослаб, оскільки зсув вітру посилився, а взаємодія з Філіппінськими островами спричинила швидке ослаблення системи, і протягом 3 грудня він залишався як тайфун 1 категорії. 4 грудня Каммурі дрейфував над Південно-Китайським морем як тропічний шторм. Протягом 5 і 6 грудня Каммурі значно ослаб, і його циркуляційний центр низького рівня став відкритим; в результаті він розвіявся 6 грудня.

## Метеорологічна історія

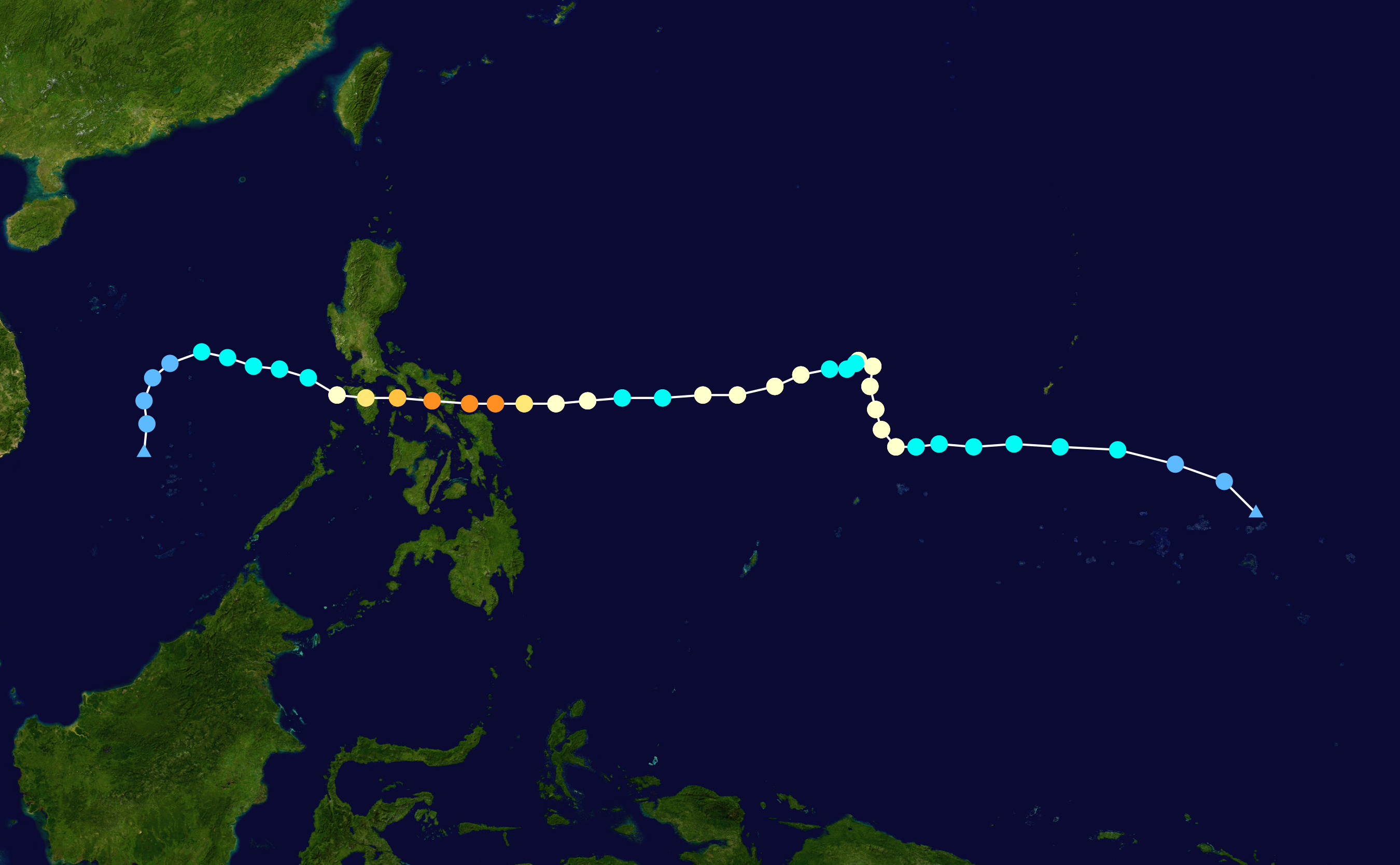
Карта шляху і інтенсивності Тайфуну Каммурі

23 листопада 2019 року на південний-схід від Гуаму виникла система низького тиску. Потім він почав демонструвати ознаки розвитку та отримав певну циркуляцію, перетворившись на тропічну депресію 25 листопада, а JTWC присвоїв йому 29W. Тоді западина почала розвиватися на північний-схід від свого центру, підтверджуючи інтенсифікацію та дозволяючи їй отримати назву Каммурі. Потім Каммурі пройшов на південь від Гуаму, і далі посилився до сильного тропічного шторму 27 листопада, а потім до тайфуну наступного дня. Оскільки слабкий тайфун продовжував йти на захід, [[Апвелінг|піднімаючи прохолодні води через його стаціонарний рух у поєднанні з помірним зсувом вітру перешкоджав значній інтенсифікації Каммурі протягом наступних трьох днів. Зрештою він увійшов у зону відповідальності Філіппін (PAR), і йому присвоїли назву Тісой 30 листопада. Після входу в зону відповідальності PAGASA Каммурі знову почав демонструвати ознаки посилення, і PAGASA відзначила можливість виходу тайфуну на Філіппіни як дещо потужний тайфун. Після дуже повільного руху на захід і наближення до Філіппін система почала прискорюватися до Філіппін, а потім почала швидко посилюватися до того часу, коли наблизилася до 321 кілометра від узбережжя Катандуанес, внаслідок зниження зсуву вітру та збільшення вмісту тепла в океані він став тайфуном 2-ї категорії, а невдовзі й третьою категорією. Каммурі досяг свого піка інтенсивності як 255 км/год, еквівалентний тайфуну 4 категорії, 07:00 UTC 2 грудня, і PAGASA повідомила, що Каммурі здійснив свій перший вихід на берег над Губатом, Сорсогоном, о 23:00 2 грудня, дуже скоро після досягнення максимальної інтенсивності.

Тайфун Каммурі проходить через Філіппіни вранці 3 грудня.

До опівночі та рано вранці 3 грудня Каммурі перетнув регіон Бікол і ослаб через взаємодію на суші. Він знову вийшов на берег о 4:00 ранку за тихоокеанським стандартним часом над містом Сан-Паскуаль на острові Буріас. Рухаючись загалом у західному напрямку, Каммурі послабився до 3 категорії після взаємодії з сушею та розвинув нове око, підійшовши дуже близько до півострова Бондок перед тим, як здійснити третій і четвертий вихід на сушу о 8 :30 ранку за тихоокеанським часом над Торріхос, Маріндук  та о 12:30 за тихоокеанським часом над Науханом, Східний Міндоро відповідно. Тривала взаємодія з сушею послабила Каммурі до тайфуну 2 категорії, перш ніж він покинув сушу Філіппін. Повідомлялося, що пізно вдень центр тайфуну знаходився над протокою Міндоро. Незабаром після цього система продовжила слабшати і стала еквівалентом тайфуну 1 категорії, коли він увійшов у Південно-Китайське море. Після цього структура Каммурі почала страждати, коли зсув вітру розривав конвекцію в західній частині шторму, коли він слабшав  під час дрейфу над Південно-Китайським морем. До 11:00 ранку за тихоокеанським стандартним часом, 5 грудня, PAGASA випустила свій останній бюлетень про, коли він вийшов з PAR. Каммурі втратив свої внутрішні дощові смуги, а його низькорівневий циркуляційний центр став піддаватися сильному зсуву вітру, що призвело до розсіювання системи 6 грудня, коли JMA опублікував остаточну консультацію щодо системи.

## Підготовка
На своєму 119-му кліматичному форумі PAGASA обговорила можливу загрозу Каммурі для Філіппін і потенційний вихід Каммурі на сушу в регіоні Бікол під час Ігор Південно-Східної Азії 2019 року як потужний тайфун. 28 листопада PAGASA заявила на пресконференція, що відповідні заходи та зв’язки з організаторами SEA Games 2019 були вжиті для підготовки до тайфуну, такі як шторм переслідувачі та мобільні радари, спрямовані до місць проведення змагань у Манілі та Центральний Лусон. Організатори SEA Games також повідомили, що для підготовки до Каммурі було створено план на випадок непередбачених обставин. У другій половині дня 30 листопада, в день відкриття SEA Games, агентство присвоїло тайфуну місцеву назву Тісой, коли він увійшов до зони відповідальності Філіппін (PAR) і оголосив перші попередження над Східним Самаром і [[Північний Самар|Північним Самаром.
30 листопада органи місцевого самоврядування регіону Бікол почали готуватися до прибуття Каммурі. Сигнали попередження про тропічний циклон (TCWS) № 1, 2 і 3 були видані, коли шторм почав наближатися до Лусона 2 грудня. Протягом того самого дня в деяких районах на острові було подано більше попереджувальних сигналів. Вісайський регіон. TCWS #1 було створено в провінції Антик, тому призупинено заняття загалом у 14 містах. Деякі призупинення були видані для всіх рівнів, а інші – лише від дошкільного до старшого класу. Органи місцевого самоврядування в усіх Вісайських островах оголосив про припинення занять на всіх рівнях разом з роботою. Такі провінції, як Північний Самар, Самар, Східний Самар і Біліран, отримали TCWS №2, тоді як Лейте та Південний Лейте мали лише TCWS №2. У Себу TCWS №2 також отримав тривогу, що змусило 7376 людей евакуюватися. Понад 200 000 людей були евакуйовані перед Каммурі через побоювання повені та зсувів. Польоти та операції в міжнародному аеропорту імені Ніноя Акіно були призупинені на дванадцять годин, починаючи з 23:00 за тихоокеанським стандартним часом. 3 грудня 2019 року і закінчується об 11:00 ранку 4 грудня 2 грудня в міжнародному аеропорту Мактан-Себу було скасовано 16 рейсів Загалом 358 внутрішніх рейсів і 203 міжнародних рейси були скасовані через Каммурі.